# Santiago Morán

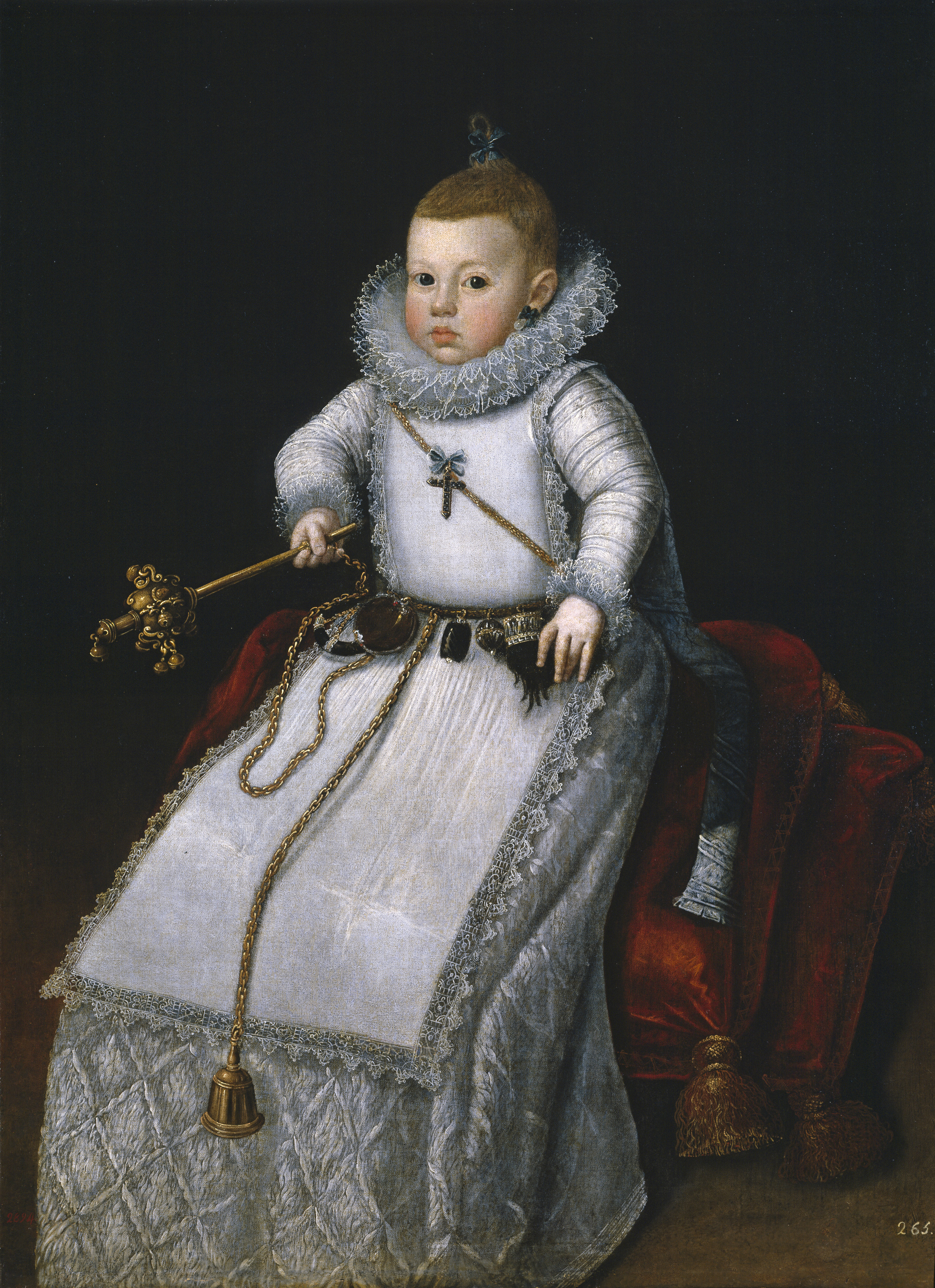
Retrato de la infanta Margarita Francisca, hacia 1610, óleo sobre lienzo (100 x 72 cm.), Madrid, Museo del Prado.

Santiago Morán, llamado el Viejo (c 1571-1626), pintor español nacido en Viana del Bollo (Orense) y fallecido en Madrid. Su hijo, Santiago Morán Cisneros, siguió el oficio paterno.

## Biografía
Discípulo y colaborador de Juan Pantoja de la Cruz, ocupó la plaza de pintor de cámara de Felipe III al quedar ésta vacante a la muerte de Pantoja en 1609. Como pintor de cámara están documentados algunos retratos que hizo del rey y de los miembros de la familia real, aunque únicamente parece haberse conservado el retrato de la infanta Margarita Francisca, hija de Felipe III, a él atribuido en el Museo del Prado. También según los documentos destacó como pintor de aves. En 1612 recibió el encargo de copiar algunas de las pinturas que la reina Margarita de Austria había encargado traer de Florencia para el retablo mayor y colaterales del convento de las Descalzas Reales de Valladolid, pinturas que habían sufrido graves daños en el viaje. Según investigaciones recientes parece probable, sin embargo, que Morán se limitase a restaurar, y quizá no por su propia mano, estas pinturas conservadas in situ. De su producción, descontados estos cuadros, queda únicamente una Imposición de la casulla a San Ildefonso, adquirida por el Prado en 2016 a una colección particular.